# Pompás tulipán
A pompás tulipán (Tulipa gesneriana) az egyszikűek (Liliopsida) osztályának liliomvirágúak (Liliales) rendjébe, ezen belül a liliomfélék (Liliaceae) családjába tartozó faj.
A Tulipa nemzetség típusfaja, és a legtöbb termesztett tulipánnak az őse.

## Előfordulása
A pompás tulipán eredeti előfordulási területe Ázsia, talán Törökország és környéke. Manapság világszerte közkedvelt kerti dísznövény. Európa déli és középső részein, valamint Észak-Amerikában elszórtan vadon növő állományai is vannak; de a növény az ember segítségével került eme területekre.
Az európai elterjedéséhez valószínűleg az Oszmán Birodalom is közrejátszott, azonban hogy miként és milyen mértékben az további kutatásokat igényel. A régi írások szerint a szultánok Szíriából és a Krím félszigetről is rendeltek tulipánokat, de mivel a fordítások nem voltak a leghelyesebbek, az is meglehet, hogy azokról a helyekről egyéb növényeket rendeltek.

## Megjelenése
Egy-egy szárán csak egy nagy, mutatós virága van. A hosszú egyenes vagy lándzsavégalakú levelei szélesek.

## Életmódja
Április-májusban virágzik. Édes illatú, kétnemű virágai vannak. Hagymája (bulbus) jól tűri a fagyot is.

## Fordítás
- Ez a szócikk részben vagy egészben  a   Tulipa gesneriana című angol Wikipédia-szócikk ezen változatának fordításán alapul.  Az eredeti cikk szerkesztőit annak laptörténete sorolja fel. Ez a jelzés csupán a megfogalmazás eredetét és a szerzői jogokat jelzi, nem szolgál a cikkben szereplő információk forrásmegjelöléseként.